# タウェラ・カー＝バーロー
タウェラ・カー＝バーロー（Tawera Kerr-Barlow、1990年8月15日 - ）は、トップ14、スタッド・ロシュレに所属するラグビーユニオン選手。

## プロフィール
- オーストラリア・メルボルン出身。
- ポジションはスタンドオフ(SO)。
- 身長 187cm、体重 91kg
- U20ニュージーランド代表に選ばれたことがある[1]。
- ニュージーランド代表キャップは27（2021年1月現在）でワールドカップ2015のニュージーランド代表に選ばれた[2]。
- マオリ・オールブラックスに選ばれたことがある。
- バーバリアンズに選ばれたことがある[3]。

## 略歴
ワイカト、チーフスを経て、2017年、ラ・ロシェルに加入。